# Associazione Sportiva Fanfulla 1941-1942
Questa voce raccoglie le informazioni riguardanti l'Associazione Sportiva Fanfulla nelle competizioni ufficiali della stagione 1941-1942.

## Stagione
Nella stagione 1941-1942 il Fanfulla è giunto dodicesimo con 30 punti nel campionato di Serie B vinto dal Bari con 49 punti davanti al Vicenza con 47 punti, entrambe promosse in Serie A. I bianconeri allenati da Franco Salvatori hanno ottenuto quello che volevano, una tranquilla salvezza. Miglior realizzatore stagionale dei lodigiani è stato Pietro Rebuzzi con tredici reti.

## Rosa
| N. |                   | Ruolo | Calciatore         |
| -- | ----------------- | ----- | ------------------ |
|    | Italia (bandiera) | C     | Giovanni Antorri   |
|    | Italia (bandiera) | P     | Alberto Barbieri   |
|    | Italia (bandiera) | C     | Achille Bosoni     |
|    | Italia (bandiera) | C     | Antonio Caracciolo |
|    | Italia (bandiera) | D     | Virginio Cartosio  |
|    | Italia (bandiera) | A     | Carlo Cattaneo     |
|    | Italia (bandiera) | D     | Felice Cerri       |
|    | Italia (bandiera) | D     | Bruno Crola        |
|    | Italia (bandiera) | C     | Oliviero Edelli    |
|    | Italia (bandiera) | P     | Alessandro Fregoni |
|    | Italia (bandiera) | A     | Tarcisio Galbiati  |
|    | Italia (bandiera) | A     | Luigi Gallanti     |

| N. |                   | Ruolo | Calciatore          |
| -- | ----------------- | ----- | ------------------- |
|    | Italia (bandiera) | P     | Mario Gambazza      |
|    | Italia (bandiera) | D     | Giovanni Garrone    |
|    | Italia (bandiera) | A     | Carlo Giorgi        |
|    | Italia (bandiera) | C     | Ermanno Giulini     |
|    | Italia (bandiera) | C     | Carlo Kaffenigg     |
|    | Italia (bandiera) | D     | Ezio Meneghello     |
|    | Italia (bandiera) | C     | Aldo Prata Pizzala  |
|    | Italia (bandiera) | A     | Pietro Rebuzzi      |
|    | Italia (bandiera) | C     | Luigi Sichel        |
|    | Italia (bandiera) | A     | Paolo Sommariva     |
|    | Italia (bandiera) | C     | Giuseppe Spirolazzi |
|    | Italia (bandiera) | A     | Gaetano Tarenzi     |

## Risultati

### Serie B

#### Girone di andata
| Arbitro: | Zavattaro (Casale M.) |

|                                              |           |               |
| Rebuzzi I 6’ 26’ Crola 46’ Prata Pizzala 57’ | Marcatori | 52’ 71’ Boldi |

| Arbitro: | Neri (Vicenza) |

|  |           |                  |
|  | Marcatori | 3’ Prata Pizzala |

| Arbitro: | Silvano (Torino) |

|                                                                                           |           |  |
| Rebuzzi I 2’, 40’ Caracciolo 7’ Sichel 20’ Cattaneo 27’, 33’ Prata Pizzala 35’ (rig.) 45’ | Marcatori |  |

| Arbitro: | Panciatici (La Spezia) |

|              |           |               |
| Versaldi 63’ | Marcatori | 40’ Rebuzzi I |

| Arbitro: | Cossutta (Trieste) |

|                                      |           |             |
| Rebuzzi I 38’, 61’ Prata Pizzala 67’ | Marcatori | 18’ Gambini |

| Arbitro: | Gnocchini (Alessandria) |

|                                                  |           |  |
| Ganelli 3’ Morselli 50’ Martelli 67’ Miniati 73’ | Marcatori |  |

| La Spezia 7 dicembre 1941 7ª giornata | Spezia                | 0 – 0 | Fanfulla | Stadio Alberto Picco\| Arbitro: \| Zilli (Reggio Emilia) \| |
| Arbitro:                              | Zilli (Reggio Emilia) |       |          |                                                             |

| Arbitro: | Venutti (Trieste) |

|                             |           |  |
| Cattaneo 20’ Caracciolo 76’ | Marcatori |  |

| Arbitro: | Gnocchini (Alessandria) |

|  |           |                              |
|  | Marcatori | 23’ Caracciolo 31’ Rebuzzi I |

| Arbitro: | Viarengo (Asti) |

|              |           |          |
| Cattaneo 50’ | Marcatori | 32’ Polo |

| Arbitro: | Bernardi (Savona) |

|                |           |  |
| Paludi 44’ 58’ | Marcatori |  |

| Arbitro: | Goracci (Firenze) |

|  |           |                         |
|  | Marcatori | 24’ Gallazzi 85’ Fasoli |

| Arbitro: | Bianchi (Firenze) |

|                               |           |  |
| Vitto 6’ Rosso 44’ Foglia 71’ | Marcatori |  |

| Arbitro: | Viarengo (Asti) |

|                                                |           |               |
| Cattaneo 19’ Gallanti 23’ Rebuzzi I 62’ (rig.) | Marcatori | 88’ Buscaglia |

| Arbitro: | Tonnetti (Roma) |

|             |           |  |
| Menutti 49’ | Marcatori |  |

| Arbitro: | Zavattaro (Casale M.) |

|                                      |           |                  |
| Kaffenigg 59’ Crola 66’ Gallanti 88’ | Marcatori | 34’ (rig.) Pasin |

| Arbitro: | Poggipollini (Ferrara) |

|                                             |           |  |
| Zanollo 4’ Fattori 54’ (rig.) Quaresima 83’ | Marcatori |  |

#### Girone di ritorno
| Arbitro: | Venutti (Trieste) |

|                |           |  |
| Del Medico 66’ | Marcatori |  |

| Arbitro: | Zilli (Reggio Emilia) |

|                                 |           |           |
| Giulini 2’ Crola 58’ Bosoni 84’ | Marcatori | 29’ Poggi |

| Lucca 15 marzo 1942 20ª giornata | Lucchese           | 0 – 0 | Fanfulla | Stadio Porta Elisa\| Arbitro: \| Canavesio (Torino) \| |
| Arbitro:                         | Canavesio (Torino) |       |          |                                                        |

| Arbitro: | Coletti (Treviso) |

|  |           |             |
|  | Marcatori | 9’ Versaldi |

| Arbitro: | Tassini (Verona) |

|                      |           |  |
| Dapas 50’ Polack 76’ | Marcatori |  |

| Arbitro: | Cardinali (Milano) |

|  |           |                                         |
|  | Marcatori | 17’ Ganelli 55’ Rebuzzi II 78’ Martelli |

| Arbitro: | Rosso (Casale Monferrato) |

|                          |           |            |
| Rebuzzi I 15’ Sichel 73’ | Marcatori | 23’ Sodini |

| Arbitro: | Di Nanni (Napoli) |

|                               |           |                |
| Mannocci 32’ Di Benedetti 49’ | Marcatori | 53’ Spirolazzi |

| Arbitro: | Cambi (Livorno) |

|  |           |                       |
|  | Marcatori | 37’ Biagini 73’ Pilla |

| Arbitro: | Goracci (Firenze) |

|                        |           |  |
| Arezzi 16’ Cassani 76’ | Marcatori |  |

| Arbitro: | Gnocchini (Ancona) |

|               |           |  |
| Rebuzzi I 23’ | Marcatori |  |

| Arbitro: | Nicolini (Ancona) |

|                                       |           |  |
| Gallazzi 39’, 79’ Turconi II 62’, 83’ | Marcatori |  |

| Arbitro: | Da Broj (Forlì) |

|                                                            |           |  |
| Sichel 7’, 88’ Rebuzzi I 24’, 82’ Giulini 62’ Galbiati 67’ | Marcatori |  |

| Savona 21 giugno 1942 31ª giornata | Savona            | 0 – 0 | Fanfulla | Campo di Corso Ricci\| Arbitro: \| Goracci (Firenze) \| |
| Arbitro:                           | Goracci (Firenze) |       |          |                                                         |

| Lodi 28 giugno 1942 32ª giornata | Fanfulla        | 0 – 0 | Bari | Stadio Dossenina\| Arbitro: \| Mattea (Torino) \| |
| Arbitro:                         | Mattea (Torino) |       |      |                                                   |

| Arbitro: | Venutti (Trieste) |

|                        |           |  |
| Boriani 4’ Cavazza 59’ | Marcatori |  |

| Arbitro: | Zelocchi (Modena) |

|  |           |                         |
|  | Marcatori | 72’ Bussi 88’ Quaresima |